# Amtsgericht Neustadt (Hessen)

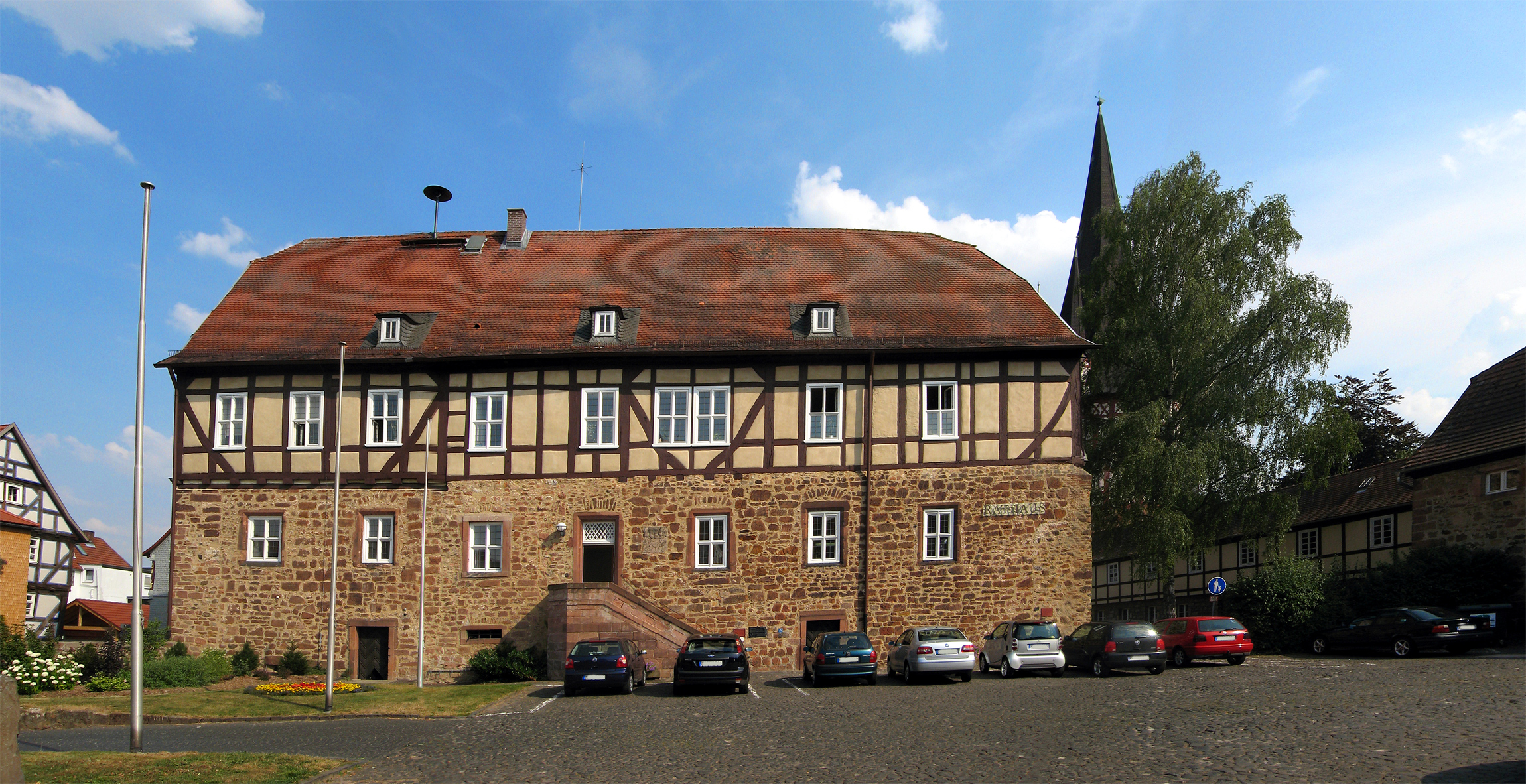
Amtsgerichtsgebäude

Das Amtsgericht Neustadt (Hessen) (bis 1867 Justizamt Neustadt) war bis 1943 ein Gericht der ordentlichen Gerichtsbarkeit mit Sitz in Neustadt (Hessen).

## Geschichte
Seit dem Reichsdeputationshauptschluss 1803 gehörte Neustadt zu Kurhessen. Man übernahm die bestehende Kurmainzer Ämteraufteilung, aber das Amt Neustadt (Hessen) war nun nicht mehr dem Oberamt Amöneburg, sondern dem nominellen Fürstentum Fritzlar nachgeordnet. Das Amt Neustadt nahm die niedere Gerichtsbarkeit wie auch die Verwaltung war.
Die Neuregelung des Justizwesens im Königreich Westphalen führte 1807 zu der Trennung von Rechtsprechung und Verwaltung. Der Kanton Neustadt war nun für die Verwaltung, das Friedensgericht Neustadt für die Rechtsprechung zuständig. Das Friedensgericht unterstand dem Distriktgericht Marburg, das für den Distrikt Marburg zuständig war. Mit dem Ende des Königreichs Westphalen 1813 wurde die Trennung von Rechtsprechung und Verwaltung rückgängig gemacht und das Kurfürstentum Hessen führte 1814 das Amt Neustadt wieder ein.
Mit Edikt vom 29. Juni 1821 wurden in Kurhessen Verwaltung und Justiz getrennt. Nun waren Justizämter für die erstinstanzliche Rechtsprechung zuständig, die Verwaltung wurde von Landkreisen übernommen. Im Neustadt wurde das Justizamt Neustadt eingerichtet. Nach der Annexion Kurhessens durch Preußen wurde aus dem Justizamt Neustadt am 1. September 1867 das königlich preußische Amtsgericht Neustadt. Es war nun dem Kreisgericht Marburg zugeordnet.
Das Amtsgericht Neustadt wurde am 15. Juni 1943 geschlossen. Sein Bezirk ging im Bezirk des Amtsgerichts Kirchhain auf.

## Gebäude
Das Gericht hatte seinen Sitz im Schloss Dörnberg. Nach Aufhebung des Gerichtes wurde das Schloss als Flüchtlingswohnheim genutzt, bevor es 1950 in den Besitz der Stadt überging.

## Richter
Folgende Richter wirkten am Gericht:
- Justizbeamter Johann Adam Amelung (1821–1826)
- Justizbeamter Georg Wilhelm Eichenberg (1826–1828)
- Justizbeamter Joseph Wurzer (1828–1832)
- Justizbeamter Johann Adolph Bode (1832–1851)
- Justizbeamter Theodor Gagel (1851–1877) (ab 1. September 1867: Amtsrichter; ab 1877: Oberamtsrichter)
- Amtsrichter Alexander von Hanstein (1877–1889) (ab 1888: Amtsgerichtsrat)
- Amtsrichter Max Klingenbiel (1889–1901) (ab 1898: Amtsgerichtsrat)
- Amtsrichter Bohnstedt (1901–1910)
- Amtsrichter Hermann Siebert (1911–1943) (ab 1918: Amtsgerichtsrat)